# Mathieu Bastareaud

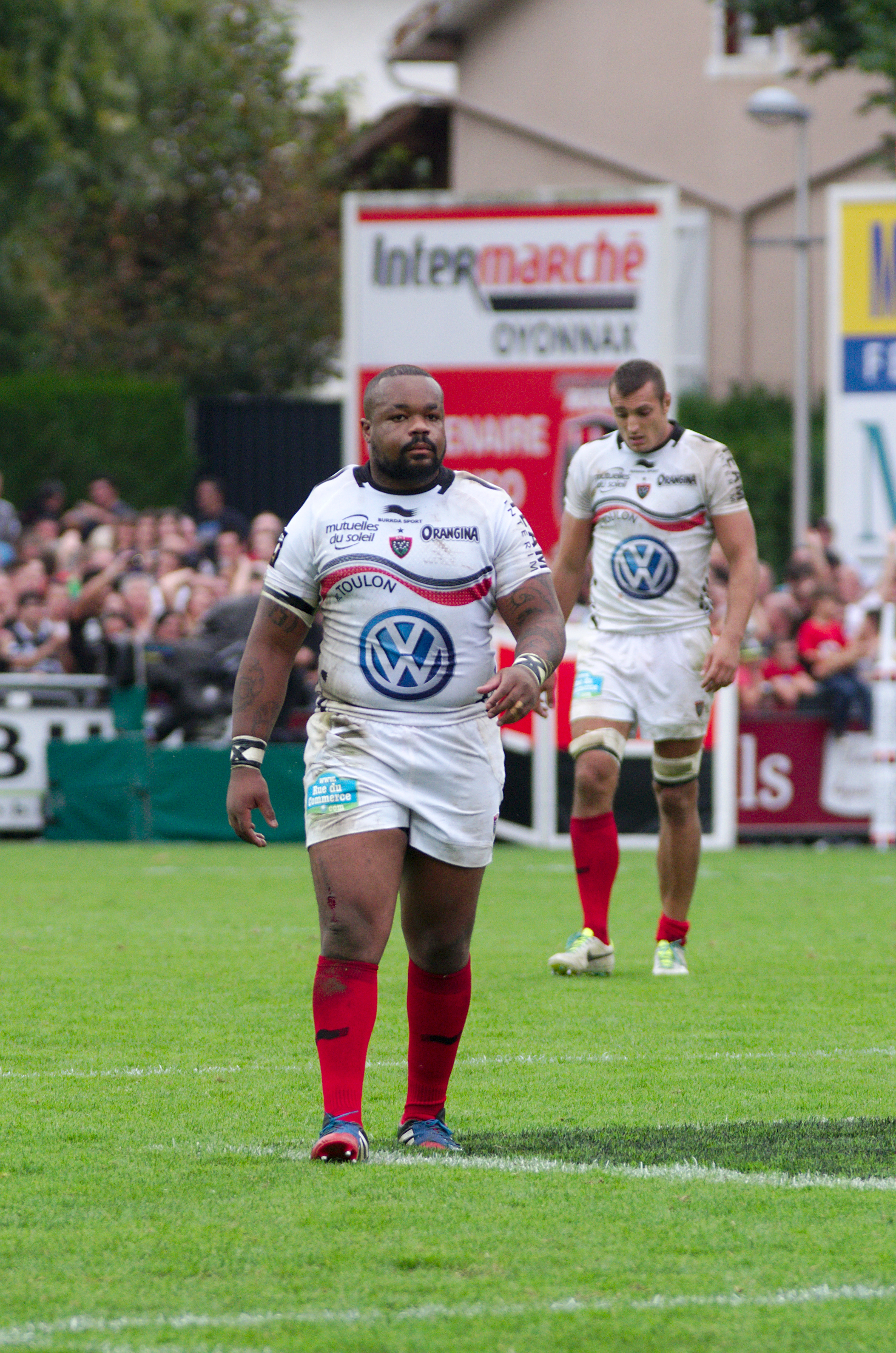
Mathieu Bastareaud (2013)

Mathieu Bastareaud, född den 17 september 1988 i Paris, är en fransk rugbyspelare som sedan 2007 spelar i Stade Français och sedan 2009 i Frankrikes rugbylandslag.
Han är kusin med den franska fotbollsspelaren William Gallas.

## Fotnoter
1. ↑  William Gallas cousin de Mathieu Bastareaud, RMC (på franska), läs online.[källa från Wikidata]